# Próbababa (film, 1987)
A Próbababa (Mannequin) 1987-ben bemutatott amerikai romantikus fantasy-vígjáték Andrew McCarthy és Kim Cattrall főszereplésével. Egy kezdő és sikertelen szobrászművész beleszeret egy általa készített kirakati próbababába, amiben azonban egy az ókori Egyiptomból elszármazott lélek lakozik, ezért életre kel. Noha a filmet a kritikusok negatívan értékelték, a nézők körében sikeres volt és jelentős nyereséget termelt.

## Cselekmény
Egyiptom, ie. 2514. Ema Hesire jó családból származó fiatal lány, akit szülei nem kívánt házasságba akarnak kényszeríteni. Ema az istenekhez fordul segítségért. Noha az istenek nagyon elfoglaltak, mert a birodalmat éppen csapások sújtják, segítenek rajta. Utazásra indítják az időben, az lesz a feladata, hogy aféle múzsaként inspirációt és ihletet adjon másoknak, valamint találja meg a számára legmegfelelőbb korszakot és partnert. Miután több állomást is megtett a történelemben, 1987-be, Philadelphia városába érkezik.
Jonathan egy fiatal és sikertelen szobrászművész. Jelenleg egy próbababákat gyártó üzemben dolgozik. Naponta négy babával kéne végeznie, de mivel művészi szintre emeli azokat, csak havi négyet készít, ezért főnöke kirúgja. Az utolsó munkája különlegesen szépre sikerült, szinte vonzódni kezd hozzá.
Egy este a babát egy áruház kirakatában látja meg. Másnap visszamegy hozzá meglátogatni. A bejáratnál éppen egy hatalmas reklámtábla felszerelését végzik. A tábla elszabadul, kis híján eltalál egy korosabb hölgyet, akit Jonathan lélekjelenléte ment meg. A hölgy az áruház tulajdonosnője, hálából a munkanélküli Jonathannak állást ígér a cégnél.
A Prince & Co. a város legnagyobb és legrégebbi áruháza, most ünnepli a fennállása századik évfordulóját. Az ünnep azonban nem túl felhőtlen, a régimódi és ódivatú áruház  a csőd szélén áll. Vevő ugyan volna rá, a város másik áruházának, a korszerű és divatos Illustrának a tulajdonosa nagyon szeretné rátenni a kezét, persze jóval a valódi értéke alatt fizetne. A Prince üzletvezetőjének, a kétszínű és alattomos Mr. Richardsnak a személyében beépített ügynöke is van, aki minden bizalmas értesülést azonnal továbbít számára. Richards felveszi Jonathant raktárosi állásba.
Jonathan mindjárt az első munkanapján úgy intézi, hogy a kirakati baba közelébe kerüljön. Megismerkedik a cég kirakatrendezőjével, az éppen szerelmi bánatban szenvedő,  meglehetősen excentrikus és meleg Hollywooddal. Hazaküldi bánkódni és helyette magára vállalja a kirakatok átrendezését, persze valójában a babával szeretne csak maradni. Ahogy ketten maradnak, hihetetlen dolog történik, a baba megelevenedik.
Jonathan először azt hiszi, hogy megtébolyodott, de azért az egész éjszakát az áruházban tölti Emmyvel az életrekelt próbababával. Reggel csődület áll az utcán, nézik a szenzációsra sikerült kirakatot, benne Emmy mint próbababa. Richards a vezetőség előtt a kirakatot botrányosnak, a lelkendező kirakatnézőket felháborodottnak állítja be, követeli Jonathan kirúgását, ám ármánykodásai ellenére Jonathan marad, sőt, a naponta változó és egyre különlegesebb  kirakatok és a növekvő forgalom miatt emelkedik a poziciója. Kiderül, Emmy csak Jonathannal kettesben eleven, ha mások is látják, akkor kirakati baba.
A Prince áruház a naponta változó és egyre jobb kirakatok miatt napról napra eredményesebb, az Illustra hanyatlik. Látják, hogy Jonathan állandóan egy próbababát hordoz magával, már pletykálkodnak is különös viselkedésén, egyedül Hollywood megértő irányában. Emmy ideje lassan fogytán, hamarosan tovább kell állnia az időben, másokat is segítenie kell álmaik megvalósításában. Múzsaként sikerült Jonathan legjobb énjét kihoznia, már nélküle is boldogulni fog.
A Prince felvirágoztatását látván megpróbálják Jonathant az Illustrához átcsábítani, ha akarja, hozhatja az állandóan vele lévő babát is. Mivel ez nem sikerül, a nagyfőnök utasítására a Prince áruház enyhén debil éjjeliőre és Richards ellopják és az Illustrához viszik Emmyt. Mikor Jonathan továbbra sem áll kötélnek, egykori barátnője, az Illustránál dolgozó rámenős és jéghideg Roxie döntő lépésre szánja magát, lerohan a pincébe és a szemétaprítóba dobja Emmyt. Jonathan rohan megmenteni, a gépbe ugrik utána, a kezelő az utolsó pillanatban kapcsolja le az áramot. Emmy megmenekült, ettől fogva mindenki számára élő személy lett, nem kell tovább az időkben bolyongania. Ezt látván az aprítógép kezelője nekilát a leselejtezett babák között magának is keresgélni, de kénytelen csalódottan visszatérni a munkájához...
A Prince áruház megmenekült, Richardsot és az éjjeliőrt kirúgják, Hollywood is kibékül a barátjával, Jonathan és Emmy boldogan élnek együtt 1987-ben.

## Főszereplők
- Andrew McCarthy (Szokol Péter) – Jonathan Switcher, sikertelen szobrászművész
- Kim Cattrall (Csampisz Ildikó) – Ema Hesire / Emmy Hathaway
- Estelle Getty (Sáfár Anikó) – Claire Timkin, a Prince áruház tulajdonosa
- James Spader (Hanyetz Róbert) – Mr. Richards, kétszínű üzletvezető
- G. W. Bailey (Berzsenyi Zoltán) – Captain Felix Maxwell, éjjeliőr
- Meshach Taylor (Dányi Krisztián) – Hollywood Montrose, kirakatrendező
- Carole Davis (Orosz Helga) – Roxie Shield, Jonathan előző barátnője
- Steve Vinovich (Bolla Róbert) – B.J. Wert, az Illustra tulajdonosa
- Phyllis Newman (Hirling Judit) – Emmy anyja
- Christopher Maher – Armand
- Andrew Hill Newman – a darálógép kezelője a pincében

## Érdekességek
- A film záródala a Nothing's Gonna Stop Us Now a Starship együttestől. A dal első helyezett lett a brit és amerikai slágerlistán.
- Kim Cattrall heteken át ült több órát modellként a próbababákhoz, valamint kemény edzéseket tartott, hogy próbababaszerűen karcsú legyen a filmben.
- G.W. Bailey annyira rossznak tartotta a filmet, hogy kételkedett a bemutatásában.

## Hasonló filmek
- Egy megelevenedő és egy csonka család karácsonyát széppé tevő próbababa a témája az 1990-ben bemutatott Karácsonyi meglepetés (A Mom for Christmas) cimű filmnek.
- További hasonló témájú két film film az 1947-ben bemutatott Down to Earth Rita Hayworth, és az 1980-as Xanadu (film) Olivia Newton-John főszereplésével. Mindkét film témája azonos, egy görög múzsa érkezik a jelenbe, hogy egy sikertelen festőművész, illetve zenész számára ihletet és ambiciót nyújtson.

## A film magyar címéről
A próbababa (szabóbaba, szabászbaba) kifejezés a magyar nyelvben eredetileg a szabóműhelyek fej és végtagok nélküli, három lábon álló, forgatható eszközeit jelenti, melyekre a készülő ruhákat, főként zakókat, kabátokat próbálják fel és mutatják be a megrendelőnek. A ruhaboltok és kirakatok készruhákat bemutató, fejjel és végtagokkal rendelkező, különféle mértékben élethű eszközei a kirakati babák, újabban manökenbabák. A fej és végtagok nélküli kirakati babák megnevezése torzóbaba. A definíciók pontos meghatározása híján újabban gyakori a keveredés az elnevezésekben.